# Fulleda (kommunhuvudort)
Fulleda är en kommunhuvudort i Spanien.   Den ligger i provinsen Província de Lleida och regionen Katalonien, i den östra delen av landet, 400 km öster om huvudstaden Madrid. Fulleda ligger 585 meter över havet och antalet invånare är 114.
Terrängen runt Fulleda är platt åt nordväst, men åt sydost är den kuperad. Runt Fulleda är det ganska glesbefolkat, med 34 invånare per kvadratkilometer. Närmaste större samhälle är Montblanc, 15,0 km sydost om Fulleda. Trakten runt Fulleda består till största delen av jordbruksmark.